# Jordaan

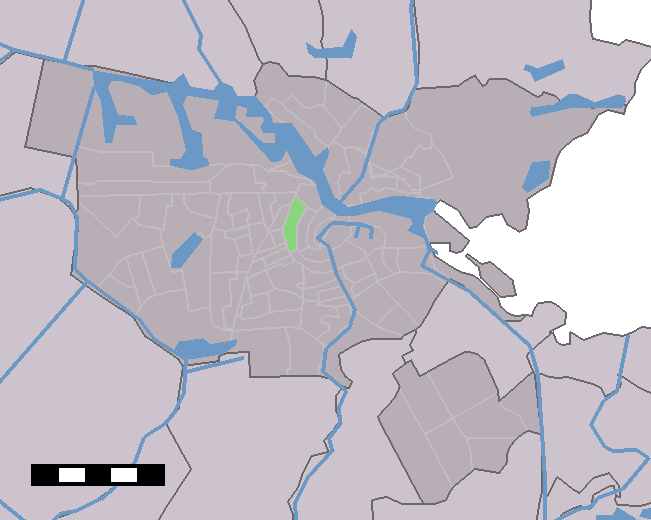
Umiejscowienia dzielnicy Jordaan w Amsterdamie

Jordaan – dzielnica miasta Amsterdam, miejsce licznych galerii artystycznych, szczególnie nowoczesnej sztuki. Znajdują się tu liczne sklepy i restauracje, zwłaszcza przy Noordermarkt. W Jordaan znajduje się Dom Anny Frank, w którym Anna Frank ukrywała się podczas II wojny światowej. Rembrandt ostatnie lata swego życia spędził w tej właśnie dzielnicy, przy kanale Rozengracht.
Przeważa opinia, że nazwa dzielnicy pochodzi z francuskiego słowa jardin, co znaczy ogród. Większość ulic i kanałów dzielnicy Jordaan nazwana została od nazw drzew i kwiatów. Wedle innej teorii kanał Prinsengracht posiadał przydomek Jordaan (holenderskie określenie rzeki Jordan) i to określenie stało się nazwą jednej z dzielnic związanych z tym kanałem.
Budowę Jordaan rozpoczęto w 1612. Ulice i kanały budowano według starych rowów i ścieżek.
W pierwszej połowie XVII wieku zamieszkiwany był głównie przez ludzi ubogich i ciężko pracujących. Tutaj osiedlali się prześladowani we Francji hugenoci. Był jedną z najuboższych dzielnic Amsterdamu, dzisiaj Jordaan jest jedną z najdroższych dzielnic w Holandii. Awansowi dzielnicy towarzyszył masowy wyjazd ludzi pracy do bardziej odpowiadających im miast bądź dzielnic, zwłaszcza do Almere i Purmerend.

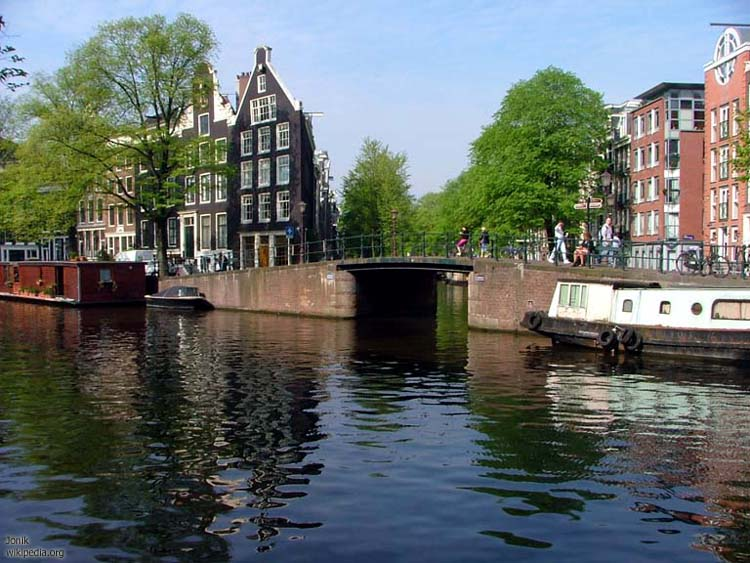
Jordaan, skrzyżowanie kanałów Prinsengracht i Bloemgracht

Historia dzielnicy naznaczona została zamieszkami w: 1835, 1886, 1917 i 1934 roku. W tych ostatnich zginęło siedem osób.
W XX wieku Jordaan stał się ulubioną sceną muzyczną. Szereg popularnych muzyków i śpiewaków upodobało sobie tę właśnie dzielnicę. Jednym z nich był Jan Jordaan, który teraz ma tu swój posąg przy Jordaanplein, na rogu kanałów Prinsengracht i Elandsgracht. Corocznie odbywa się Jordaanfestival, podtrzymujący muzyczną tradycję tej dzielnicy.
Jordaan posiada szczególnie wielką liczbę hofjes (tj. wewnętrznych podwórek), wiele z nich wraz z odpowiednio udekorowanymi domami tworzy ogrodową atmosferę. Podwórka budowane były przez ludzi majętnych dla starszych kobiet, w ramach działalności dobroczynnej. Jeszcze w latach 70. XX wieku większość owych podwórek była w złym stylu, podobnie jak i całe ich otoczenie. Jednak w ostatnich latach XX wieku zostały odrestaurowane i ulepszone przez artystów oraz studentów. Znaczna część owych hofjes jest otwarta (także dla turystów), a jej mieszkańcy są chętni do rozmów. Jedynie niektóre z ogrodów są niedostępne, a otwierane są tylko przy specjalnych okazjach. Latem na niektórych z owych hofjes odbywają się wolne koncerty znane jako hofjesconcerten.

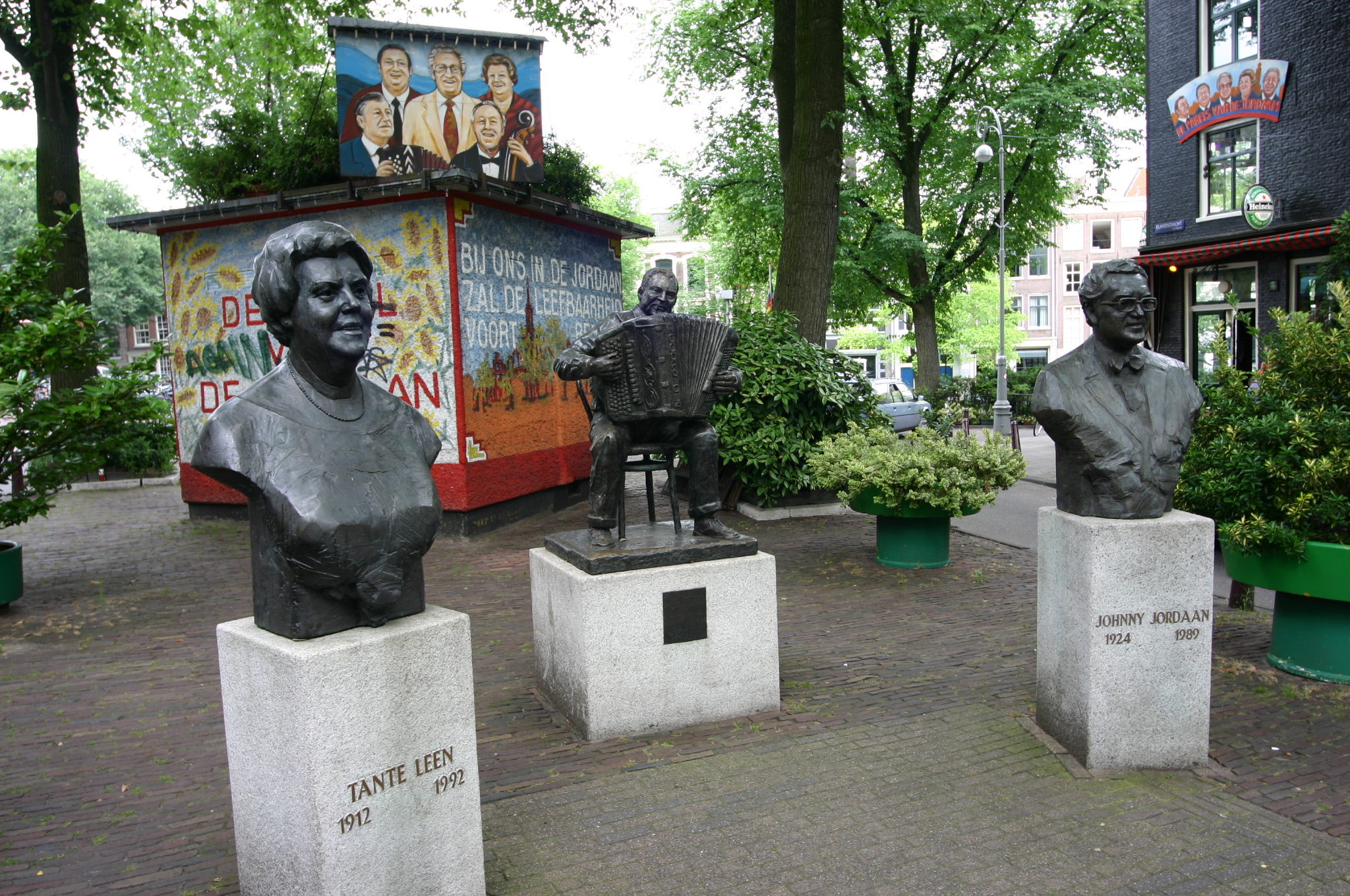
Posągi przy Jordaanplein

Wiele z domów dzielnicy Jordaan ma kamienne tablice na swoich fasadach, informujące kto był ich właścicielem, bądź jakie rodziny dany dom zamieszkiwały.